# Przywóz (Ostrawa)
Przywóz (cz. Přívoz, niem. Prziwos, ok. 1920 i od 1939 do 1945 Oderfurt) – jedna z 37 części miasta statutarnego Ostrawy, stolicy kraju morawsko-śląskiego, we wschodnich Czechach. Jest to także jedna z 39 gmin katastralnych w jego granicach, która ma powierzchnię 560,73 ha. Populacja w 2001 wynosiła 4691 osób, zaś w 2010 odnotowano 618 adresy.
Położona jest u ujścia Ostrawicy do Odry, w granicach historycznych Moraw. Z  Morawską Ostrawą współtworzy miejski obwód Morawska Ostrawa i Przywóz. Przed przyłączeniem do Morawskiej Ostrawy w 1924, Przywóz był samodzielną gminą i miasteczkiem.

## Demografia[2]
| Rok             | 1869 | 1880 | 1890 | 1900  | 1910  | 1921  | 1930  | 1950  | 1961  | 1970 | 1980 | 1991 | 2001 |
| --------------- | ---- | ---- | ---- | ----- | ----- | ----- | ----- | ----- | ----- | ---- | ---- | ---- | ---- |
| Liczba ludności | 2452 | 3698 | 5250 | 10873 | 16462 | 17351 | 18544 | 16452 | 12931 | 8415 | 5759 | 4280 | 4691 |

## Historia
Historia osady sięga początków XIV wieku. Po raz pierwszy wzmiankowana w 1377 jako Prsiewoz. Nazwa pochodzi od słowa prom (cz. Přívoz). Przywóz leżał na dawnym trakcie z Opawy do Cieszyna, a podróżnicy pokonywali rzekę właśnie promem. W 1555 wieś zakupiło miasto Morawska Ostrawa; biskup ołomuniecki zwolnił ją z feudalnych zależności na rzecz miasta, co trwało aż do 1848 roku.
Uprzemysłowienie rejonu Ostrawy w drugiej połowie XIX wieku również miało duży wpływ na Przywóz, ekonomiczny i demograficzny. 1 maja 1847 otwarto przebiegający przez Przywóz odcinek Kolei Północnej, z czego skorzystał właściciel huty w Witkowicach – Salomon Rothschild odprowadzając stąd do niej nitkę transportową. Następnie tę linię kolejową odkupiło państwo, które w 1864 wybudowało linię do Michałkowic a w 1870 przedłużyło ją do Dąbrowy i Orłowej czyniąc Przywóz bardzo ważnym węzłem kolejowym obsługującym Zagłębie Ostrawsko-Karwińskie. Od 1851 wydobywano tu węgiel kamienny w kopalni Franciszek. W 1900 roku Przywóz uzyskał prawa miejskie. W 1909 uruchomiono tu koksownię wraz z elektrownią. Powstało kilka kolonii robotniczych: przy kopalni Franciszek (1870–1926), przy koksowni (1906–1926), koło Odry (1910–1912), zaś dla pracowników kolei powstały liczne domy czynszowe. Budownictwo było spontaniczne, lecz podlegało planowi zagospodarowania opracowanego przez wiedeńskiego architekta imieniem Camillo Sitte. Współpracował on również przy projekcie neobarokowego ratusza wybudowanego w latach 1896–1897 (dzisiejsze archiwum miejskie) i neogotyckiego kościoła parafialnego pw. Niepokalanego Poczęcia Najświętszej Marii Panny, który jest dziś najważniejszym zabytkiem Przywozu.
Według austriackiego spisu ludności z 1900 w 533 budynkach mieszkalnych w Przywozie w powiecie Morawska Ostrawa na obszarze 587 hektarów mieszkało 10873 osób. co dawało gęstość zaludnienia równą 1852,3 os./km², z tego 10062 (92,5%) mieszkańców było katolikami, 295 (2,7%) ewangelikami, 508 (4,7%) wyznawcami judaizmu a 8 innej religii lub wyznania, 5304 (48,8%) było niemiecko-, 3441 (31,6%) czeskojęzycznymi a 1913 (17,6%) posługiwało się innymi językami (głównie polskim).
Przed 1920 miejscowi Niemcy zasiadający w miejskim urzędzie przeforsowali nową nazwę – Oderfurt, którą zniesiono po przejęciu miasta przez Czechosłowację. W 1924 miasto przyłączono do Morawskiej Ostrawy.
W 1926 urodził się tu Wiesław Adam Berger.